# NGC 7469
NGC 7469 је спирална галаксија у сазвежђу Пегаз која се налази на NGC листи објеката дубоког неба.
Деклинација објекта је + 8° 52' 26" а ректасцензија 23h 3m 15,5s. Привидна величина (магнитуда) објекта NGC 7469 износи 12,0 а фотографска магнитуда 12,9. NGC 7469 је још познат и под ознакама UGC 12332, MCG 1-58-25, CGCG 405-26, IRAS 23007+0836, ARP 298, KCPG 575A, PGC 70348.